# Mummia Achaica
Mummia Achaica est une femme membre de l'aristocratie romaine de la fin de la République romaine et du début de l'Empire. Épouse de Caius Sulpicius Galba, elle est la mère de l'empereur romain Galba et de son frère aîné Caius Sulpicius Galba. Elle est la petite-fille d'un des chefs de file des optimates à l'époque pompéiano-césarienne (dans les années 60 av. J.-C.), Quintus Lutatius Catulus Capitolinus, par sa fille Lutatia. Son père est Lucius Mummius Achaicus, lui-même petit-fils de Lucius Mummius Achaicus, général romain célèbre pour avoir mis à sac la ville de Corinthe en 146 av. J.-C.,.